# Shiji

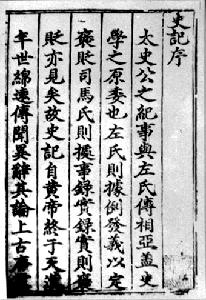
Prima pagina di un manoscritto dello Shiji

Lo 史記T, ShǐjìP, lett. "Memorie storiche/di uno storico" è un resoconto di storiografia la cui scrittura venne iniziata da Sima Tan e portata a termine dal figlio Sima Qian (司馬遷T, Sīmǎ QiānP), entrambi storiografi di corte, sotto il regno dell'imperatore Wu (140 - 87 a.C.). Nel documento viene raccontata la storia cinese dai tempi dell'Imperatore Giallo fino all'epoca contemporanea degli autori. Il regno dell'Imperatore Giallo, tradizionalmente datato attorno al 2600 a.C., è il primo ad apparire nella monumentale opera poiché usualmente considerato l'inizio della storia cinese.

## Struttura
Lo Shiji è composto da 130 capitoli:
- 12 benji本紀, annali di base o biografie imperiali, che forniscono la biografia dei più importanti regnanti dall'Imperatore Giallo fino all'imperatore Qin Shi Huang e gli imperatori delle dinastie Xia, Shang e Zhou. Sono incluse anche le biografie dei quattro imperatori e di una imperatrice vedova dell'ovest della dinastia Han prima dei suoi tempi. La biografia di Xiang Yu, che non regnò mai su tutto il paese è compresa in questa categoria. Questo perché Sima Qian incluse nelle biografie imperatori de facto (come Xiang Yu) mentre escluse imperatori eletti ma senza alcun reale potere come il re Yi del regno Chu ed il re Hui dell'impero Han[2].
- 10 biao表 (tavole), contenenti, sotto forma di tabella, un riepilogo dei regni e dei sovrani sotto la dinastia Zhou e dei feudi sotto la dinastia Han (delle cronologie);
- 8 shu書 (trattati), ciascuno dei quali si occupa di un singolo argomento, come la musica, l'economia e i riti;
- 30 shijia 世家 (casati ereditari)o "biografie delle casate feudali ed eminenti persone", sono biografie di eminenti personaggi, notabili e famiglie nobili soprattutto dal Periodo delle primavere e degli autunni fino al Periodo dei regni combattenti e trattano, in modo dettagliato, le storie dei vari stati sotto gli Zhou, e dei feudi sotto gli Han; la biografia di Confucio è inclusa in questi volumi;
- 70 liezhuan列傳 (tradizioni esemplari) sono biografie spesso estremamente stereotipate di alcuni personaggi esemplari come Laozi, Mozi, Sun Tzu e Jing Ke.

La struttura dello Shiji fu presa come modello per tutte le 23 storie dinastiche successive, con l'unica differenza che la sezione dei casati ereditari - legata al periodo storico pre-imperiale - non fu più ripresa e gli Shu cambiarono il nome in Zhi.
Tale opera monumentale, in quanto storia universale, si presentò come supporto alle ambizioni di dominio degli Han e contribuì alla formazione dell'ideologia imperiale.

## Stile

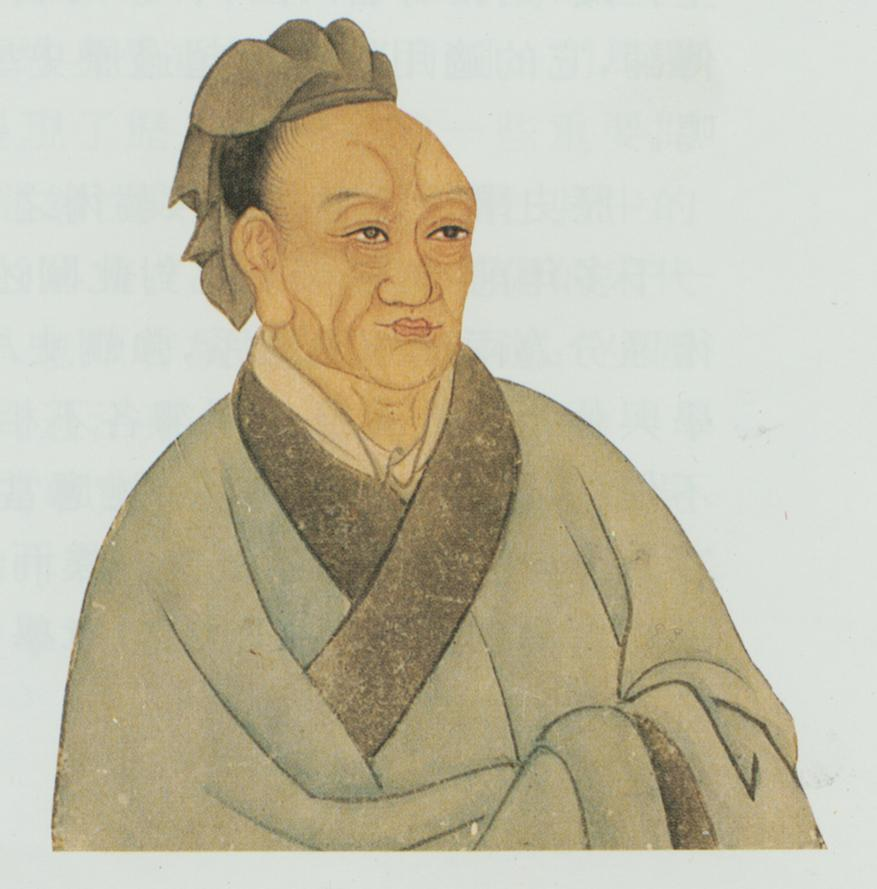
Sima Qian

A differenza dei successivi testi storici che adottarono le dottrine confuciane, proclamarono il diritto divino degli imperatori e diffamarono ogni sconfitto pretendente al trono, la prosa di Sima Qian molto più imparziale ed obiettiva fu rinnovata e seguita da poeti e romanzieri. La maggior parte dei volumi di Liezhuan sono vivide descrizioni di eventi e persone. Questa particolarità è stata spiegata con l'ipotesi che l'autore abbia usato storie e racconti provenienti dall'antichità compensando l'affidabilità e l'accuratezza dei dati. Per esempio, il materiale sul tentativo di Jing Ke di assassinare l'imperatore della Cina presumibilmente è ricavato dal racconto di un testimone oculare, nonno di un amico di suo padre, che serviva come funzionario di basso grado presso lo stato Qin a cui capitò di assistere alla cerimonia diplomatica per Jing Ke.
È stato osservato che il diplomatico Sima Qian aveva la tendenza a sottolineare gli eventi positivi dei governanti negli Annali di Base, ma di spostare le informazioni negative nei capitoli successivi, e così il suo lavoro deve essere letto completamente per ottenere tutte le informazioni. Per esempio la notizia che Liu Bang (più tardi imperatore Gao Zu di Han), nel disperato tentativo di sfuggire da un inseguimento degli uomini di Xiang Yu, gettò suo figlio fuori dalla carrozza per alleggerirla, non viene data nella biografia dell'imperatore, ma nella biografia di Xiang Yu. Egli è anche attento a bilanciare il negativo con il positivo, per esempio nella biografia della imperatrice vedova Lü Zhi che contiene tremendi racconti della sua crudeltà, egli sottolinea alla fine che, qualsiasi cosa ella abbia fatto nella sua vita privata, durante il suo governo portò pace e prosperità al paese..

## Fonti
Dalla famiglia di Sima provenivano gli storiografi ereditari dell'impero Han. Il padre di Sima Qian Sima Tan servì come Grande Storiografo e Sima Qian gli succedette in quel ruolo. Così egli ottenne l'accesso archivi, editti e registrazioni dei primi tempi della dinastia Han.
Sima qian era uno storico metodico e scettico che ebbe accesso ad antichi libri, scritti su tavolette di Bambù e legno, scritti in tempi precedenti alla dinastia Han. La maggior parte delle fonti che egli consultò non esistono più. Egli non solo usò gli archivi e le registrazioni imperiali, ma anche intervistò testimoni e attraversò in lungo ed in largo la Cina per verificare le informazioni. Nel suo primo capitolo, Annali dei cinque imperatori egli scrive
(Sima Qian, traduzione diBurton Watson)
Il Grande Storico utilizzò negli Annali dei Cinque imperatori (五帝系諜) il Libro dei Documenti (Shang Shu) per ricostruire le genealogie dal tempo dell'imperatore Giallo fino alla reggenza di Gonghe (841 - 828 a.C.)
Sim Qian spesso cita le sue fonti.
Per esempio nel 1º capitolo degli "Annali dei Cinque Imperatori", egli scrive: Io ho letto gli Annali degli Autunni e delle Primavere ed il Libro Guoyu.
Nel suo 13º capitolo, "Tabelle Genealogiche delle Tre Ere", Sima Qian scrive:  Io ho letto tutte le genealogie dei re ("dieji" 谍记) che esistono fino al tempo dell'Imperatore giallo.
Nel 14º capitolo, "Cronache Annuali dei Nobili feudali", egli scrive: Io ho letto gli annali reali ("chunqiu li pudie" 春秋曆譜諜) fino al tempo del re Li di Zhou.
Nel 15º capitolo, "Cronache Annuali dei Sei stati", egli scrive. Io ho letto gli Annali del regno di Qin ("qin ji" 秦記), e queste riportano che i Quanrong, una tribù barbara sconfisse You sovrano di Zhuo (circa nel 771 a.C.)
Nel 19º capitolo, egli scrive: Mi è capitato di leggere le registrazioni sul feudalesimo ed arrivai alla storia di Wu Qian, il marchese di Bian ... (il padre del marchese Bian, Wu Rui, fu nominato re (wang) di Changsha in Hunan per la sua lealtà a Gaozu).
Nel suo capitolo sul patriota, ministro e poeta Qu Yuan, Sima Qian scrive:Io ho letto i lavori di Qu Yuan "Li Sao", "Tianwen" (Chiedere il Paradiso), "Zhaohun (Evocando l'Anima), e "Ai Ying" (Lamento per Ying).
Nel 62º capitolo, "Biografia di Guan e Yan", egli scrive: Ho letto i "Mu Min" di Guan (牧民 - Governo per il popolo, un capitolo del "Guanzi"), "Shan Gao" (Le Montagne sono Alte), "Chengma "(Cocchio e cavalli; una lunga sezione su guerra ed economia), "Qingzhong" (Leggero e pesante; p.es. "cosa è importante"), e "Jiufu" (Nove Case), così come gli "Annali delle Primavere e Autunni di Yanzi".
Nel suo 64º capitolo, "Biografia di Sima Rangju", il Grande Storico scrive: Io ho letto i Decreti Imperiali che incoraggiarono l'educazione.

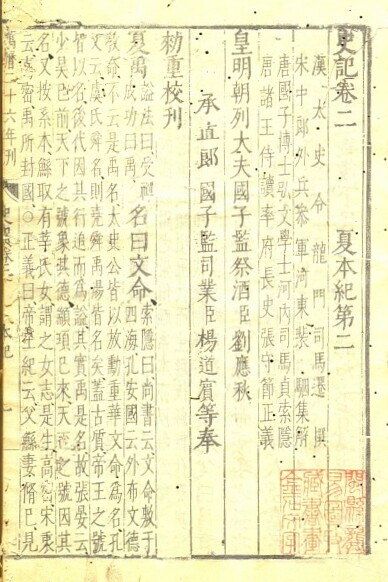
Prima pagina del capitolo 2, Annali di Xia

Sima Qian riportò i problemi con le fonti incomplete, frammentarie e contraddittorie. Per esempio, egli, nella prefazione al capitolo 15°, ricorda che le cronache degli stati feudali della dinastia Zhou erano state bruciate da Qin Shihuang perché contenevano critiche ed ironia sul comportamento di Qin e che gli annali di Qin erano incompleti e brevi.
Nel 13º capitolo egli ricorda che le cronologie e le genealogie di differenti antichi testi si contraddicono spesso l'una con l'altra. Nel 18º capitolo, Sima Qian scriva:Io ho riportato ciò che è certo mentre ho lasciato in bianco ciò che è in dubbio

## Affidabilità e Precisione
Gli studiosi hanno discusso sulla storicità dei sovrani leggendari dei periodi antichi di cui parla Sima Qian. Questi comincia il Shiji con una nota sui cinque sovrani di suprema virtù, i Tre Augusti e Cinque Imperatori, che alcuni studiosi moderni ritengono essere in origine degli dei locali dei popoli dell'antica Cina. Sima Qian escluse gli elementi soprannaturali e fantastici che sono in contraddizione con l'esistenza di monarchi umani e per questo fu criticato per aver convertito miti e folclore locale in storie sobrie.
Comunque, in accordo con Joseph Needham, che scrisse in 1954 sulle note di Sima Qian sui re della dinastia Shang (c.1600 a.C., c.1050 a.C.):
Deve essere quindi riconosciuto che Ssuma Chhien [Sima Qian] deve aver avuto a disposizione materiale affidabile a sua disposizione. Un fatto che sottolinea ancora una volta la profonda mentalità storiografica dei cinesi e che la cronologia della dinastia Shang è perfettamente accettabile»
(Joseph Needham)
Mentre alcuni aspetti della storia della dinastia Shang scritta da Sima Qian sono supportati da iscrizioni sulle ossa per oracoli, non ci sono evidenze archeologiche in grado di corroborare la storia della dinastia Xia riportata da Sima Qian.
Ci sono anche discrepanze nel testo così come alcune date in diverse porzioni del libro che citano gli stessi eventi. Ciò può essere dovuto al fatto che Sima Qian usa fonti diverse.

## Contenuti

### Annali
Benji (本紀, annali), 12 volumi. Biografie reali in stretta forma analitica, che offrono una panoramica degli eventi più importanti, specialmente dal tempo della dinastia Zhou a quella dell'imperatore della dinastia Han..
| Numero | Titolo     | Traduzione                                 | Note                                                                             |
| ------ | ---------- | ------------------------------------------ | -------------------------------------------------------------------------------- |
| 1.     | 五帝本紀   | Annali dei Tre Augusti e Cinque Imperatori | Veduta tradizionale della preistoria cinese, che comincia dall'Imperatore Giallo |
| 2.     | 夏本紀     | Annali di Xia                              | Dinastia Xia                                                                     |
| 3.     | 殷本紀     | Annali di Yin                              | Dinastia Shang                                                                   |
| 4.     | 周本紀     | Annali di Zhou                             | Dinastia Zhou                                                                    |
| 5.     | 秦本紀     | Annali di Qin                              | Stato di Qin                                                                     |
| 6.     | 秦始皇本紀 | Annali di Qin Shi Huang                    | Dinastia Qin                                                                     |
| 7.     | 項羽本紀   | Annali di Xiang Yu                         |                                                                                  |
| 8.     | 高祖本紀   | Annali di Gaozu                            | Gao Zu (imperatore Han), 206-195 a.C.                                            |
| 9.     | 呂太后本紀 | Annali dell'Imperatrice Lü Zhi             | Imperatrice Lü Zhi (reggente 195-180 a.C.)                                       |
| 10.    | 孝文本紀   | Annali di Imperatore Wen di Han            | Imperatore Wen di Han, 179-157 a.C.                                              |
| 11.    | 孝景本紀   | Annali dell'imperatore Xiaojing            | Imperatore Jing di Han, 156-141 a.C.                                             |
| 12.    | 孝武本紀   | Annali dell'imperatore Xiaowu              | Imperatore Wu di Han, 140-87 a.C.                                                |

### Tabelle
Biao (表, tabelle), 10 tabelle: panoramica dei regni dei signori successivi agli Stati feudali dal tempo della dinastia Zhou fino al primo periodo degli Han. Anche gli eventi più importanti dei loro regni sono riportati.
| Numero | Titolo               | Traduzione                                                                                                  | Note                                                                                  |
| ------ | -------------------- | --- | ------------------------------------------------------------------------------------- |
| 13.    | 三代世表             | Tabelle genealogiche delle Tre Epoche                                                                       | Dall'Imperatore Giallo fino al tempo delle dinastie Xia, Shang, e Zhou                |
| 14.    | 十二諸侯年表         | Cronche Annuali dei Nobili Feudali                                                                          | I nobili che regnarono sui dodici stati nel Periodo delle primavere e degli autunni   |
| 15.    | 六國年表             | Cronache annuali dei sei stati                                                                              | I sei stati nel periodo Periodo dei regni combattenti                                 |
| 16.    | 秦楚之際月表         | Tabelle mensili del periodo dal regno di Qin di Chu                                                         | La guerra fra gli stati feudali di Qin e Chu                                          |
| 17.    | 漢興以來諸侯王年表   | Tabelle annuali dei Nobili del Clan Imperiale fino alla fondazione della dinastia Han                       | Nobili della famiglia imperiale che furono insigniti di cariche                       |
| 18.    | 高祖功臣侯者年表     | Tabelle annuali degli Ufficiali che divennero marchesi al tempo di Gauzu                                    | Ufficiali che ricevettero il titolo di marchesi al tempo dell'imperatore Gaozu di Han |
| 19.    | 惠景閒侯者年表       | Tabelle annuali degli Ufficiali che divennero marchesi fra i regni dell'imperatore Hui di Han e Jing di Han | Ufficiali che ricevettero il titolo di marchesi fra il 194 ed il 141 a.C.             |
| 20.    | 建元以來侯者年表     | Tabelle annuali degli Ufficiali che divennero marchesi fino al periodo Jianyuan                             | Jianyuan fu il periodo del regno dell'imperatore Wu di Han dal 140 al 135 a.C.        |
| 21.    | 建元已來王子侯者年表 | Tabelle annuali dei figli dei nobili che divennero marchesi fino al periodo Jianyuan                        |                                                                                       |
| 22.    | 漢興以來將相名臣年表 | Tabelle annuali degli Uomini di stato, Generali ed ufficiali fino alla fondazione della dinastia Han        |                                                                                       |

### Trattati
Shu (書, trattati), 8 volumi. Ogni trattato descrive un'area di interesse statale.
| Numero | Titolo | Traduzione                        | Note |
| ------ | ------ | --------------------------------- | --- |
| 23.    | 禮     | Riti                              | |
| 24.    | 樂     | Musica                            | |
| 25.    | 律     | Campane                           | Armonia e misura |
| 26.    | 曆     | Calendari                         | |
| 27.    | 天官   | Astronomia                        | |
| 28.    | 封禪   | Cerimonie di sacrificio religioso | Sacrifici al cielo e la terra |
| 29.    | 河渠   | Fiumi e canali                    | |
| 30.    | 平準   | Pareggiamento                     | Nomi dei funzionari che hanno dovuto acquistare cereali in un anno di raccolto abbondante e vendere in un anno di cattivo raccolto |

### Genealogie
Shijia (世家, genealogie), 30 volumi. Descrizione in cronache degli eventi degli stati dal tempo della dinastia Zhou fino ai primi tempi della dinastia Han e di persone eminenti.
| Numero | Titolo       | Traduzione                           | Note                                |
| ------ | ------------ | ------------------------------------ | ----------------------------------- |
| 31.    | 吳太伯世家   | Casata di Wu Taibo                   | regno di Wu                         |
| 32.    | 齊太公世家   | Casata di Duke Tai of Qi             | regno di Qi                         |
| 33.    | 魯周公世家   | Casata di Lu Zhougong                | regno di Lu                         |
| 34.    | 燕召公世家   | Casata di Yan Shaogong               | regno di Yan                        |
| 35.    | 管蔡世家     | Casata di Guan and Cai               | regno di Cai e Cao                  |
| 36.    | 陳杞世家     | Casata di Chen e Qi                  |                                     |
| 37.    | 衛康叔世家   | Casata di Wei Kang Shu               | regno di Wey                        |
| 38.    | 宋微子世家   | Casata di Song Wei Zi                | regno di Song                       |
| 39.    | 晉世家       | Casata di Jin                        |                                     |
| 40.    | 楚世家       | Casata di Chu                        |                                     |
| 41.    | 越王句踐世家 | Casata di re Goujian di Yue          | Regno di Yue                        |
| 42.    | 鄭世家       | Casata di Zheng                      |                                     |
| 43.    | 趙世家       | Casata di Zhao                       |                                     |
| 44.    | 魏世家       | Casata di Wei                        |                                     |
| 45.    | 韓世家       | Casata di Han                        |                                     |
| 46.    | 田敬仲完世家 | Casata di Tian Jingzhong (Tian Wan)  | Stato di Qi sotto la casata di Tian |
| 47.    | 孔子世家     | Casata di Confucio                   |                                     |
| 48.    | 陳涉世家     | Casata di Chen She                   |                                     |
| 49.    | 外戚世家     | Casata dei parenti esterni           | Le imperatrici ed i loro famigliari |
| 50.    | 楚元王世家   | Casata del Principe Yuan di Chu      |                                     |
| 51.    | 荊燕世家     | Casata di Jing e Yan                 |                                     |
| 52.    | 齊悼惠王世家 | Casata del Principe Daohui di Qi     | Liu Fei                             |
| 53.    | 蕭相國世家   | Casata del Cancelliere Xiao          | Xiao He                             |
| 54.    | 曹相國世家   | Casata del Cancelliere Cao           | Cao Shen                            |
| 55.    | 留侯世家     | Casata del Marchese di Liu           | Zhang Liang                         |
| 56.    | 陳丞相世家   | Casata del Cancelliere Chen          | Chen Ping                           |
| 57.    | 絳侯周勃世家 | Casata di Zhou Bo, Marchese di Jiang |                                     |
| 58.    | 梁孝王世家   | Casata di Prince Xiao di Liang       |                                     |
| 59.    | 五宗世家     | Casata dei Cinque Clan               | I figli dell'Imperatore Jing di Han |
| 60.    | 三王世家     | Casata dei Tre Re                    | I Sovrani di Qi, Yan e Guangling    |

### Biografie
Liezhuan (列傳, vite esemplari, spesso chiamate biografie), 70 volumi. Biografie di persone importanti. Le biografie sono limitate alla descrizione di eventi che mostrano il carattere esemplare del soggetto, ma nello Shiji sono spesso ampliate con leggende. Una biografia può trattare di due o più persone se sono considerate appartenere allo stesso tipo. Le ultime biografie descrivono le relazioni fra Cinesi e popoli confinanti.
| Numero | Titolo         | Traduzione                                              | Note |
| ------ | -------------- | ------------------------------------------------------- | --- |
| 61.    | 伯夷列傳       | Biografia di Bo Yi                                      | |
| 62.    | 管晏列傳       | Biografia di Guan e Yan                                 | Guan Zhong e Yan Ying (晏嬰) |
| 63.    | 老子韓非列傳   | Biografia di Laozi e Han Fei                            | Include Biografia di Zhuāngzǐ e Shen Buhai |
| 64.    | 司馬穰苴列傳   | Biografia di Sima Rangju                                | |
| 65.    | 孫子吳起列傳   | Biografia di Sun Tzu e Wu Qi                            | |
| 66.    | 伍子胥列傳     | Biografia di Wu Zixu                                    | |
| 67.    | 仲尼弟子列傳   | Biografia dei the discepoli di Zhongni                  | Zhongni è il nome di cortesia di Confucio |
| 68.    | 商君列傳       | Biografia del Signor Shang                              | Shang Yang |
| 69.    | 蘇秦列傳       | Biografia di Su Qin                                     | |
| 70.    | 張儀列傳       | Biografia di Zhang Yi                                   | |
| 71.    | 樗里子甘茂列傳 | Biografie di Shu Lizi e Gan Mao                         | Include la biografia di Gan Luo (甘羅) |
| 72.    | 穰侯列傳       | Biografia del Marchese di Rang                          | Wei Ran (魏冉) |
| 73.    | 白起王翦列傳   | Biografia di Bai Qi e Wang Jian                         | |
| 74.    | 孟子荀卿列傳   | Biografie di Mengzi e Xun Qing                          | Mencio e Xunzi |
| 75.    | 孟嘗君列傳     | Biografia di Mengchang                                  | uno dei quattro sovrani degli Stati Combattenti |
| 76.    | 平原君虞卿列傳 | Biografia di Pingyuan e Yu Qing                         | Pingyuan era uno dei quattro sovrani degli Stati Combattenti |
| 77.    | 魏公子列傳     | Biografia del figlio del Dica di Wei                    | Lord Xinling (信陵君), uno dei quattro sovrani degli Stati Combattenti |
| 78.    | 春申君列傳     | Biografia del SIgnor Chunshen                           | uno dei quattro sovrani degli Stati Combattenti |
| 79.    | 范睢蔡澤列傳   | Biografie di Fan Sui e Cai Ze                           | |
| 80.    | 樂毅列傳       | Biografia di Yue Yi                                     | |
| 81.    | 廉頗藺相如列傳 | Biografie di Lian Po e Lin Xiangru                      | |
| 82.    | 田單列傳       | Biografia di Tian Dan                                   | |
| 83.    | 魯仲連鄒陽列傳 | Biografie di Lu Zhonglian e Zou Yang                    | |
| 84.    | 屈原賈生列傳   | Biografie di Qu Yuan e Maestro Jia                      | Maestro Jia è Jia Yi |
| 85.    | 呂不韋生列傳   | Biografia di Maestro Lü Buwei                           | |
| 86.    | 刺客列傳       | Biografie degli Assassini                               | Cao Mo (曹沫), Zhuan Zhu, Yu Rang (豫讓), Nie Zheng (聶政) e Jing Ke |
| 87.    | 李斯列傳       | Biografia di Li Si                                      | |
| 88.    | 蒙恬列傳       | Biografia di Meng Tian                                  | |
| 89.    | 張耳陳餘列傳   | Biografie di Zhang Er e Chen Yu                         | |
| 90.    | 魏豹彭越列傳   | Biografie di Wei Bao e Peng Yue                         | |
| 91.    | 黥布列傳       | Biografia di Qing Bu                                    | Ying Bu |
| 92.    | 淮陰侯列傳     | Biografia del Marchese di Huaiyin                       | Han Xin |
| 93.    | 韓信盧綰列傳   | Biografie di Hán Xin sovrani di Han e Lu Wan            | Include la biografia di Chen Xi (陳豨) |
| 94.    | 田儋列傳       | Biografia di Tian Dan                                   | |
| 95.    | 樊酈滕灌列傳   | Biografie di Fan, Li, Teng e Guan                       | Fan Kuai, Li Shang (酈商), Xiahou Ying, Guan Ying (灌嬰) |
| 96.    | 張丞相列傳     | Biografia del Cancelliere Zhang                         | Zhang Cang (張蒼) |
| 97.    | 酈生陸賈列傳   | Biografie di Li Yiji e Lu Gu                            | Include la biografia di Zhu Jian (朱建) |
| 98.    | 傅靳蒯成列傳   | Biografia di Fu, Jin, e del Marchese di Kuaicheng       | Fu Kuan (寬), Jin She (歙) e Zhou Xue (周譄) |
| 99.    | 劉敬叔孫通列傳 | Biografie di Liu Jing e Shusun Tong                     | |
| 100.   | 季布欒布列傳   | Biografie di Ji Bu e Luan Bu                            | |
| 101.   | 袁盎晁錯列傳   | Biografie di Yuan Ang e Chao Cuo                        | |
| 102.   | 張釋之馮唐列傳 | Biografie di Zhang Shizhi e Feng Tang                   | |
| 103.   | 萬石張叔列傳   | Biografie di Wan Shi e Zhang Shu                        | |
| 104.   | 田叔列傳       | Biografia di Tian Shu                                   | |
| 105.   | 扁鵲倉公列傳   | Biografie di Bian Que e del Duca di Cang                | Il Duca di Cang è Tai Cang (太倉) |
| 106.   | 吳王濞列傳     | Biografie di Pi, il principe di Wu                      | Liu Pi |
| 107.   | 魏其武安侯列   | Biografie del Marchese di Weiqi e del Marchese di Wu'an | Dou Ying (竇嬰) e Tian Fen (田蚡) |
| 108.   | 韓長孺列傳     | Biografia di Han Changru                                | |
| 109.   | 李將軍列傳     | Biografia del Generale Li                               | Li Guang |
| 110.   | 匈奴列傳       | Trattato sugli Xiongnu                                  | |
| 111.   | 衛將軍驃騎列傳 | Biografia del generale di cavalleria Wei                | Wei Qing |
| 112.   | 平津侯主父列傳 | Biografia del Marchese di Pingjin e Zhufu               | Gongsun Hong (公孫弘) e Zhufu Yan (主父偃) |
| 113.   | 南越列傳       | Trattato su Nanyue                                      | |
| 114.   | 東越列傳       | Trattato sullo Yue Orientale Yue                        | |
| 115.   | 朝鮮列傳       | Trattato su Chosun                                      | Corea |
| 116.   | 西南夷列傳     | Trattato sugli abitanti dello Yi Sudoccidentale         | |
| 117.   | 司馬相如列傳   | Biografia di Sima Xiangru                               | |
| 118.   | 淮南衡山列傳   | Biografie di Huainan e Hengshan                         | The kings of Huainan and Hengshan |
| 119.   | 循吏列傳       | Biografie dei Grandi Ufficiali                          | Sunshu Ao, Zi Chan, Gong Yixiu (公儀休), Shi She (石奢) e Li Li (李離) |
| 120.   | 汲鄭列傳       | Biografie di Ji e Zheng                                 | Ji An (汲黯) e Zheng Dangshi (鄭當時) |
| 121.   | 儒林列傳       | Biografie di studiosi confuciani                        | Gongsun Hong (公孫弘), Shen Gong (申公), Yuan Gu (轅固), Han Ying (韓嬰), Fu Sheng (伏勝), Dong Zhongshu e Hu Wu (胡毋)                                                                               |
| 122.   | 酷吏列傳       | Biografie di Sovrani crudeli                            | Hou Feng (侯封), Zhi Du (郅都), Ning Cheng, Zhou Yangyou (周陽由), Zhao Yu (趙禹), Zhang Tang, Yi Zong (義縱), Wang Wenshu (王溫舒), Yin Qi (尹齊), Yang Pu (楊僕), Jian Xuan (減宣) e Du Zhou (杜周) |
| 123.   | 大宛列傳       | Trattato sul Dayuan                                     | |
| 124.   | 游俠列傳       | Biografie dei Cavalieri erranti                         | Lu Zhujia (魯朱家) e Guo Jie (郭解) |
| 125.   | 佞幸列傳       | Biografie di Adulatori                                  | |
| 126.   | 滑稽列傳       | Biografie di Giullari                                   | Chunyu Kun, You Meng (優孟), You Zhan (優旃) and Dongfang Shuo) |
| 127.   | 日者列傳       | Biografie di Profeti                                    | |
| 128.   | 龜策列傳       | Biografie di Indovini                                   | |
| 129.   | 貨殖列傳       | Biografie di Usurai                                     | Persone che si sono arricchite |

### Postfazione
L'ultima importante sezione offre una postfazione che include una autobiografia di Sima Qian. Egli spiega in questa perché ed in quali circostanze scrisse lo Shiji.
| Numero | Titolo     | Traduzione                                         | Note |
| ------ | ---------- | -------------------------------------------------- | ---- |
| 130.   | 太史公自序 | Postfazione con l'autobiografia del Grande Storico |      |

## Traduzioni
- Records of the grand historian of China (trad. Burton Watson). New York, Columbia University Press, 1961.
- Les memoires historiques de Se-ma Tsien traduits et annotés par Edouard Chavannes. Paris, A. Maisonneuve, 1967.
- Records of the Historian (trad. Yang Hsien-yi and Gladys Yang). Hong Kong, Commercial Press, 1974.
- Selections from Records of the Historian (trad. Yang Hsien-yi and Gladys Yang). Peking, Foreign Language Press, 1979.
- Los adversarios : dos biografias de La memorias historicas de Sima Qian (selección, introducción, traducción del chino y notas de John Page). Camino al Ajusco, El colegio de Mexico, 1979
- Records of the Historian: the four lords of the warring states (trad. Tang Nguok Kiong). Singapore, Asiapac, 1990.
- Historical Records (trad. Raymond Dawson). Oxford-New York, Oxford University Press, 1994.
- The Grand Scribe's Records (Tsai-fa Cheng et al.). Bloomington, Indiana University Press, 1994.
- Sima Qian, Memorie storiche, a cura di Vincenzo Cannata, Sesto San Giovanni (MI), Luni Editrice, 2024.